# 伍德沃德縣
伍德沃德县（英語：Woodward County）是美国奧克拉荷馬州西北部的一個縣，面積3,227平方公里。根據2020年美國人口普查，共有人口20,470人。縣治伍德沃德（Woodward）。該縣成立於1893年9月16日，原名N縣；縣名來自縣城，前身是聖塔菲鐵路的一個紀念董事局成員B·W·伍德沃德的車站。